# Имени Ильича (локомотивное депо)
Локомотивное депо имени Ильича — предприятие железнодорожного транспорта, относящееся к Московской железной дороге. Депо занимается ремонтом и эксплуатацией тягового подвижного состава. На его территории расположен памятник воинам-железнодорожникам.

## Подвижной состав
По состоянию на 2020 год в депо обслуживается следующий подвижной состав:
- электровозы ЧС7, ЭП20 (не приписаны к парку депо);
- тепловозы ЧМЭ3 (ЧМЭ3Т, ЧМЭ3Э);
- электропоезда ЭД4М, ЭД4МКМ-АЭРО, ЭШ2, ЭП2Д, ЭГ2Тв (ТЧ-50)[2][3]

Ранее в депо также эксплуатировался подвижной состав следующих серий:
- паровозы ИС, Су, П36;
- электровозы ВЛ8, ЧС2, ЧС2К, ЧС7, ЭП10 (не были приписаны к парку);
- тепловозы ТЭ1, ТЭ2, ТЭМ1, ТЭМ2, ЧМЭ2, ЧМЭ3 (ЧМЭ3Т, ЧМЭ3Э);
- электропоезда Ср3, ЭР1, ЭР2, ЭР2Р, ЭР2Т, ЭР22, ЭД4М (в т.ч. составы «Аэроэкспресс»)

С 1987 года по осень 2012 года в состав парка депо входил именной поезд ЭР2Р-7088 - «Школьники Московской — 150-летию железных дорог страны», в период 2004—2008 годы носил название «150 лет железным дорогам России». С весны 2012 года был приписан к депо Лобня, а в мае 2015 года в депо Смоленск.
В депо более 30 лет стоял как памятник трудовой славы паровоз П36-0120 (заводской номер 10287), эксплуатировавшийся депо до 1984 года на участке Москва–Вязьма. В 2013 году демонтирован с постамента для реставрации и последующей работы на ретро-маршрутах дорог страны. Уже в сентябре 2013 был показан на ходу на выставке «Экспо-1520».

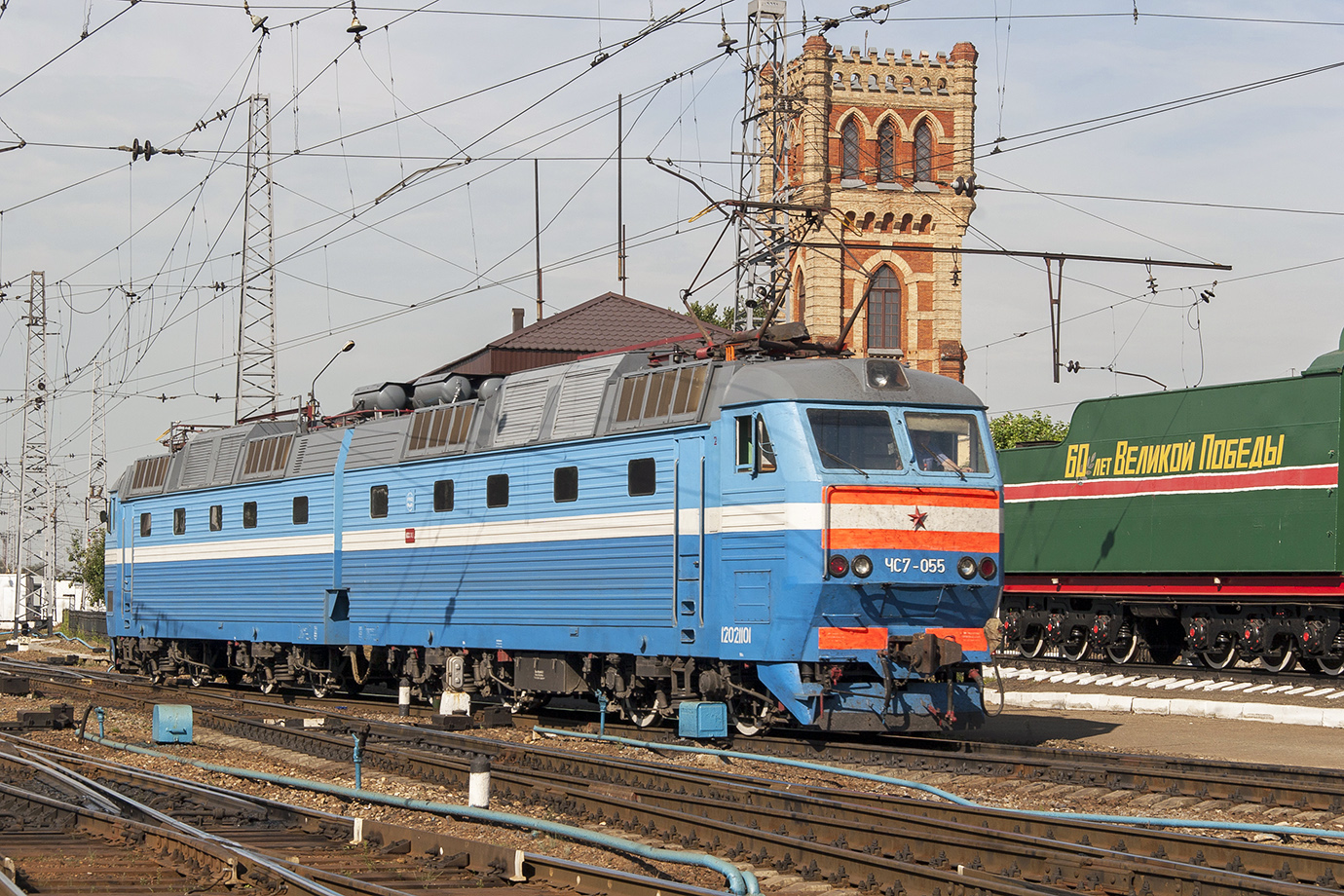
Электровоз ЧС7 на фоне депо
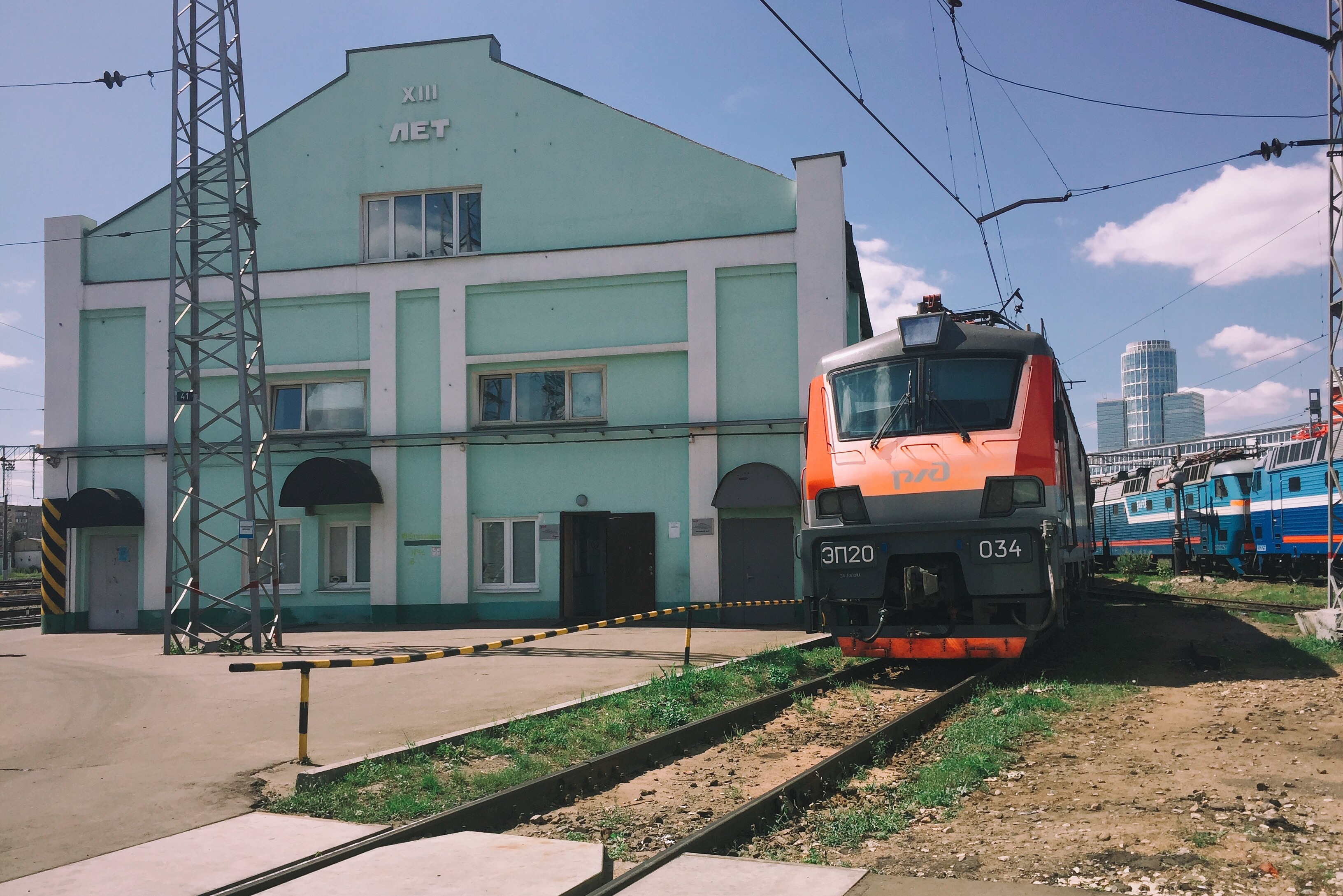
Электровоз ЭП20 на территории депо, сзади видны ЧС7
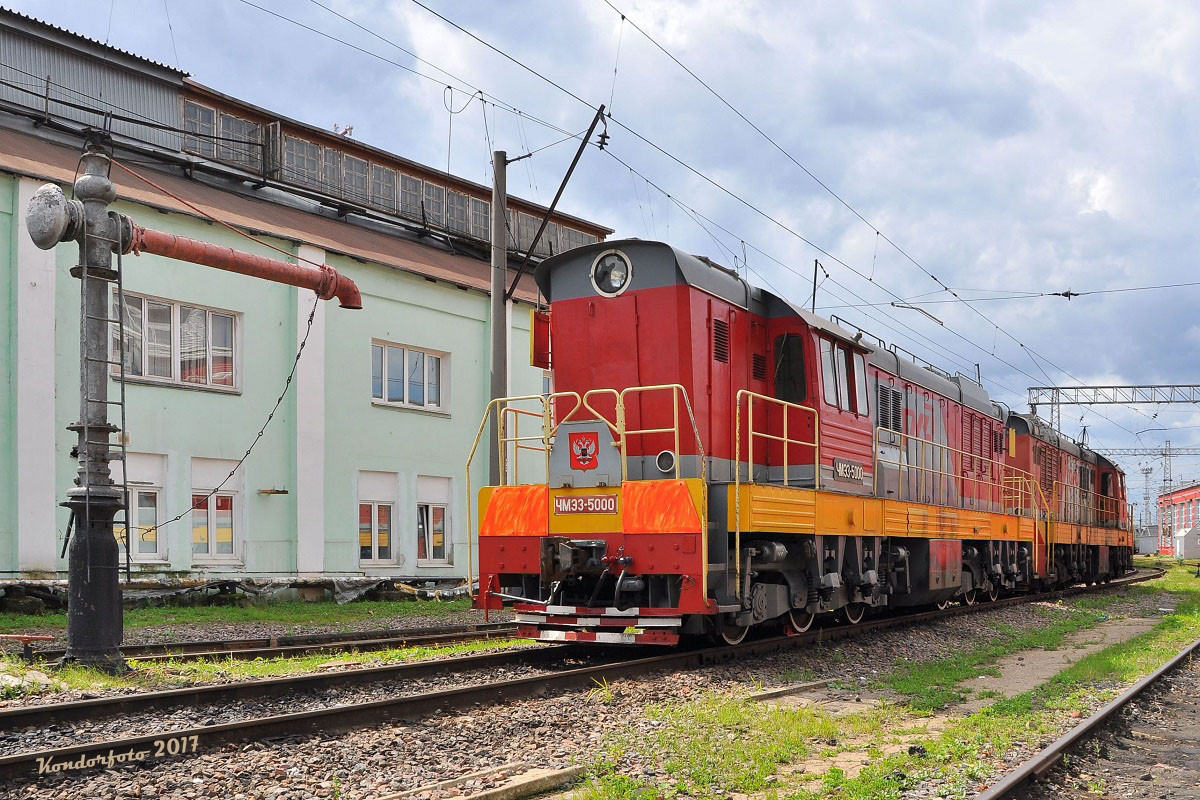
Тепловозы ЧМЭ3 на территории депо
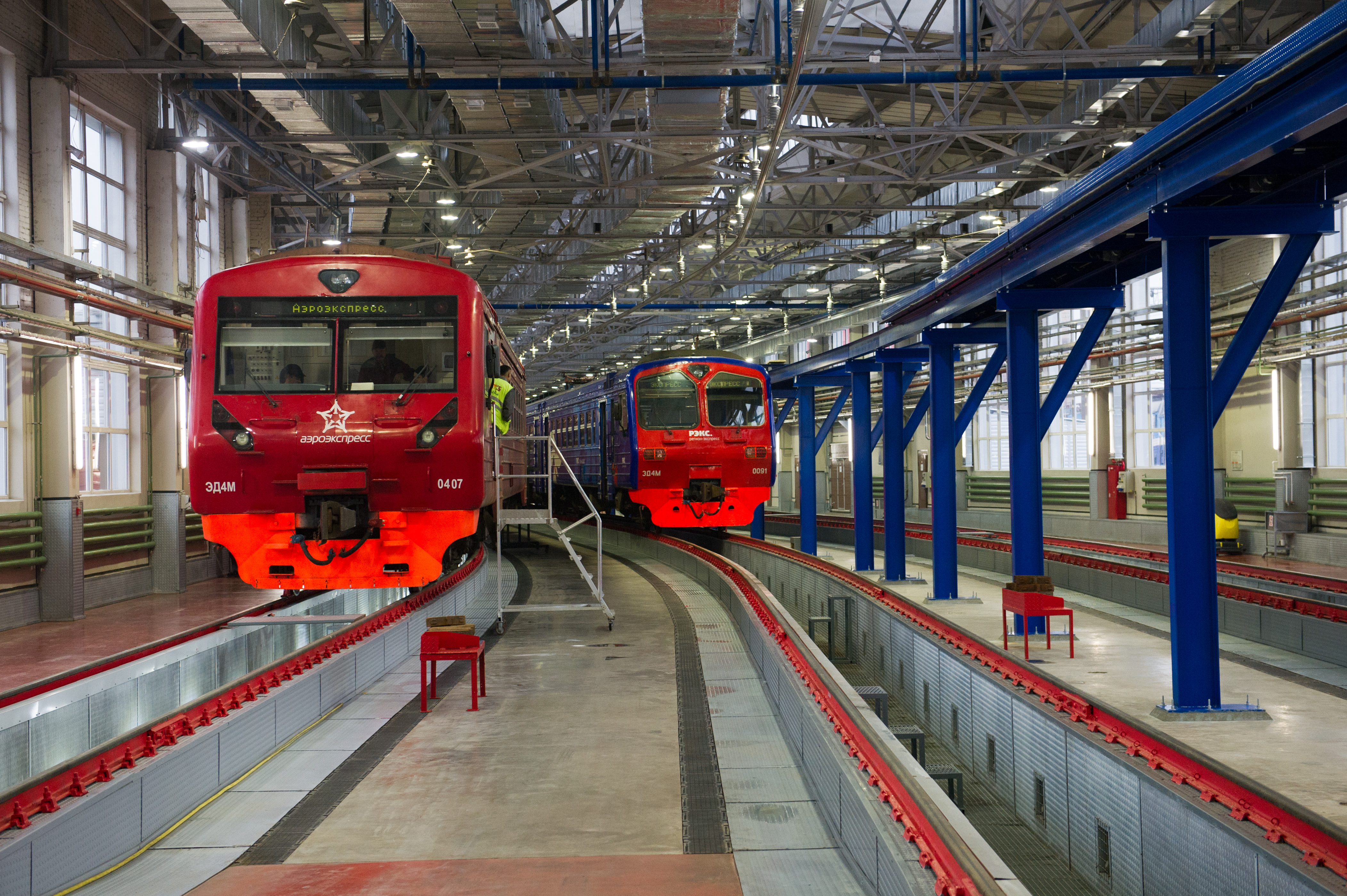
Электропоезда ЭД4М в депо
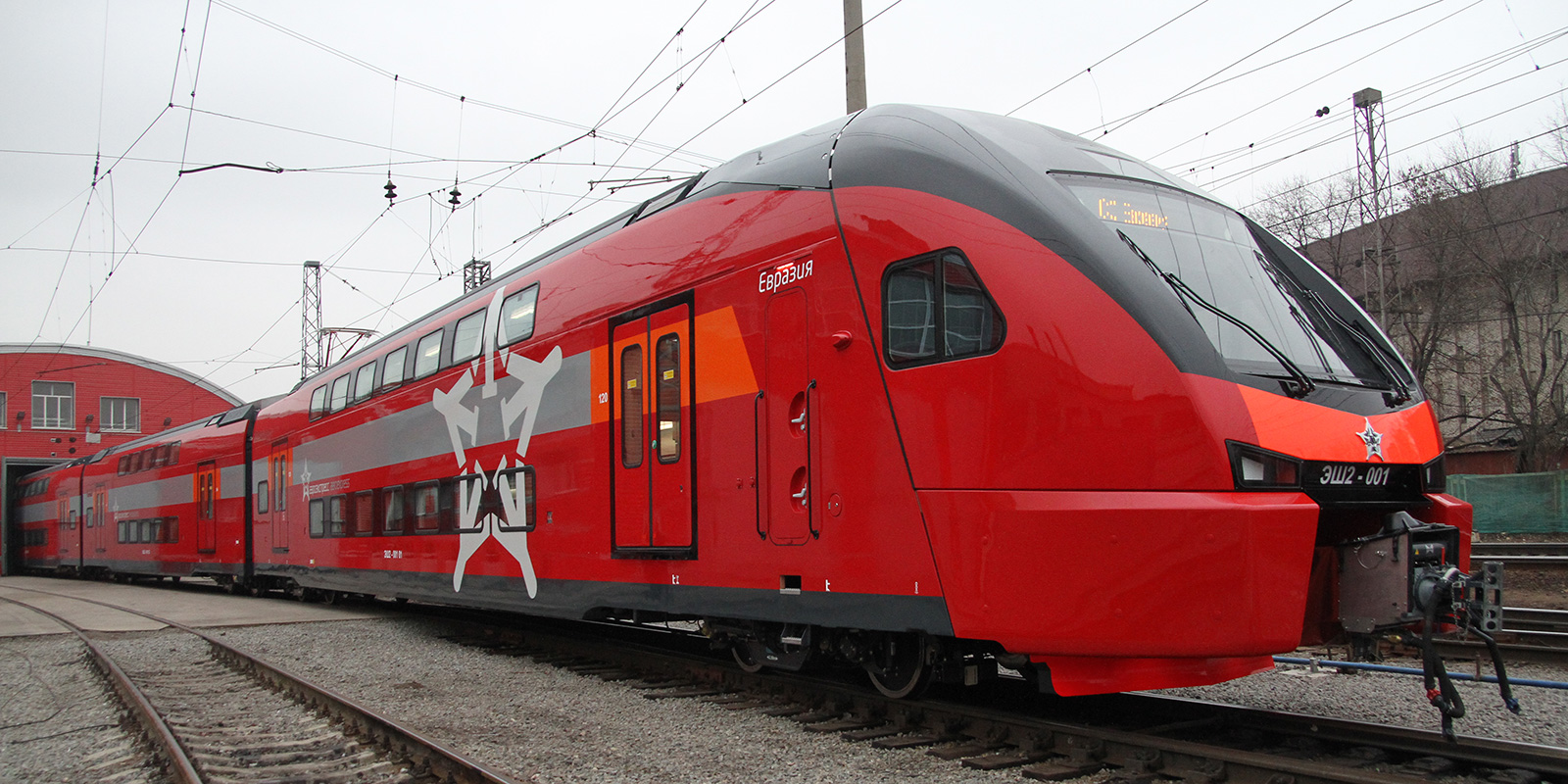
Электропоезд ЭШ2 на выезде из депо

## Обслуживаемые линии
- Москва-Пасс.-Смоленская — Вязьма — Орша[6];
- Москва-Пасс.-Киевская — Сухиничи — Киев (с поездом №1/2)[a];
- Москва-Пасс.-Киевская — Брянск;
- Белорусское и Савёловское направления (включая МЦД-1);
- Москва-Рижская — Волоколамск;
- Москва-Павелецкая — Узуново.

## Филиалы депо
В связи с реформированием локомотивного хозяйства ОАО «РЖД» на основании приказа № 156/Н от 15.06.2009 года локомотивное депо преобразовано в эксплуатационное локомотивное депо ТЧЭ-18 – структурное подразделение Московско-Смоленского отделения МЖД. Депо имеет филиал Москва-Пассажирская-Киевская. ТЧ-19 и Подмосковная ФТЧ-69 (бывшее ТЧ-16)[уточнить].
Моторвагонный подвижной состав передан в ТЧ-14 Лобня.
В январе 2012 года территория основного депо была передана ООО «Аэроэкспресс», однако до мая 2012 года проводилось ТО электропоездам ТЧ-14 и был ночной отстой электропоездов. В мае 2012 года на производственных мощностях депо было организовано ТЧ-50 имени Ильича (Аэроэкспресс) и на территории депо производится ТО исключительно поездам ООО «Аэроэкспресс». Также территория ТЧ-50 используется для отстоя электропоездов Центральной пригородной пассажирской компании.

## Известные работники
- Заслонов, Константин Сергеевич (1909—1942) — Герой Советского Союза, работал в депо с начала Великой Отечественной войны до октября 1941 года, когда по собственной просьбе был направлен в тыл противника в составе группы железнодорожников[9][10].
- Яцков, Сергей Егорович (1927—2012) — машинист электровоза, Герой Социалистического Труда, депутат Верховного Совета СССР (1979 год)[11][12].

### Комментарии
1. ↑  Поезд ходил в 2005–2014 гг.[7]